# 南知多町立師崎小学校
南知多町立師崎小学校（みなみちたちょうりつ もろざきしょうがっこう）は、かつて愛知県知多郡南知多町にあった公立小学校である。

## 校区
- 師崎、片名（字新師崎、字黒地）が校区であった。公立中学校の場合の進学先は南知多町立師崎中学校である。
- 南知多町南部（旧・知多郡師崎町）の小学校であった。

## 沿革
- 1872年（明治5年） - 郷学校として養鯨学校が開校。
- 1876年（明治9年） -
  - 幡頭学校に改称する。
  - 師崎村、篠島村、日間賀島村が合併し、鴻崎村となる。
- 1881年（明治14年） - 鴻崎村が師崎村、篠島村、日間賀島村に分立する。
- 1887年（明治20年）4月 - 尋常小学校師崎学校に改称する。
- 1889年（明治22年）10月1日 - 町村制により知多郡師崎村が発足する。
- 1892年（明治25年）10月 - 師崎尋常小学校に改称する。
- 1894年（明治27年）9月8日 - 師崎村が町制施行し、師崎町となる。
- 1906年（明治39年）7月1日 - 師崎町と大井村が合併し、師崎町となる。
- 1910年（明治43年）10月 - 師崎第二尋常小学校に改称する。
- 1941年（昭和16年）4月1日 - 師崎国民学校に改称する。
- 1947年（昭和22年）4月1日 - 師崎町立師崎小学校に改称する。校舎の一部（4教室）が師崎町立師崎中学校の分教場となる。
- 1948年（昭和23年）2月 - 師崎中学校の校舎が現在地に完成し移転。分教場を廃止する。
- 1961年（昭和36年）6月1日 - 内海町、豊浜町、師崎町、篠島村、日間賀島村が合併し、南知多町が発足する。同時に南知多町立師崎小学校に改称する。
- 1980年（昭和55年）9月 - 新校舎（鉄筋コンクリート造3階建）が完成する。
- 2022年（令和4年）3月31日 - 閉校[1]。
  - 4月1日 - 南知多町立大井小学校と統合され、南知多町立みさき小学校が旧校地に設立された[2]。

## 交通アクセス
- 知多バス師崎線「師崎」バス停より徒歩約5分。

## 周辺施設
- 知多信用金庫師崎支店
- 師崎港
- 羽豆岬